# Henri Simon (résistant)
Pour les articles homonymes, voir Henri Simon.
Henri Simon,, né le 25 septembre 1896 à Dijon et mort le 9 juin 1987 à Marseille, est un fonctionnaire, militaire et résistant français, Compagnon de la Libération. Jeune inspecteur des contributions directes mobilisé lors de la première guerre mondiale, il s'illustre au cours des combats, étant blessé à plusieurs reprises. À l'issue du conflit, il reprend son activité fiscale avant de travailler aux services cadastraux de Marseille. En 1940, opposé au régime de Vichy, il décide d'entrer en résistance et, membre des FTP puis des Forces françaises de l'intérieur, il organise la libération de Marseille en 1944. Après la guerre, il reprend son poste au cadastre jusqu'à sa retraite.

## Biographie

### Jeunesse
Henri Simon naît le 25 septembre 1896 à Dijon, d'un père employé d'octroi. Il effectue ses études au lycée Carnot puis devient inspecteur des contributions directes en 1915.

### Première Guerre mondiale
Mobilisé le 11 août 1916, il est affecté au 31e bataillon de chasseurs à pied (31e BCP) mais ne rejoint pas le front immédiatement, étant envoyé à Saint-Maixent-l'École pour suivre les cours de l'école d'aspirant,. Promu à ce grade le 1er mai 1917, il rejoint son bataillon dans la zone des armées en juin. Engagé dans la bataille de la Malmaison, il y est blessé le 25 octobre 1917 et est hospitalisé jusqu'au 28 décembre suivant,. Sorti de convalescence, il retrouve le 31e BCP à Dampierre-les-Bois à la fin de l'année 1917 avant que celui-ci ne soit déplacé à Bruyères, dans les Vosges, en janvier 1918,. Après une période alternant travaux, surveillance et repos en Alsace, Henri Simon participe à la troisième bataille de l'Aisne où il est légèrement blessé dans la 73ème Division d'infanterie dans le 346ème Régiment d'infanterie,. Non évacué, il est promu sous-lieutenant le 17 mai 1918. En juin suivant, il s'illustre en stoppant plusieurs attaques allemandes à la mitrailleuse et en menant une section à l'assaut. À cette occasion, il est cité à l'ordre du 21e corps d'armée. Un mois plus tard, lors de la quatrième bataille de Champagne, il est à nouveau cité, cette fois à l'ordre de la 43e division, pour avoir mis en fuite un groupe d'allemands et sauvé ainsi deux mitrailleuses,. Lors de la dernière offensive alliée, il se retrouve à Orfeuil, dans les Ardennes, où il subit une intoxication aux gaz de combat le 3 octobre et doit être évacué,,. Il rejoint son bataillon le 28 octobre 1918 alors que celui-ci est au repos à Fleury-la-Rivière avant d'être déplacé à Givron où les hommes apprennent l'armistice,.

### Entre-Deux-Guerres
Placé en congé de démobilisation le 24 septembre 1919, il retourne à Dijon où il reprend son activité d'inspecteur des contributions tout en suivant des cours de droit à la faculté de la ville,. Il s'installe ensuite successivement à Valenciennes, à Thonon-les-Bains et en Isère où il devient docteur ès sciences économiques à l'université de Grenoble en 1929,. En 1935, il est muté à Marseille où il est nommé chef du service départemental du cadastre. Il est parallèlement membre du parti communiste.

### Seconde Guerre mondiale
Lors de la mobilisation de 1939, son âge et sa situation de fonctionnaire permettent à Henri Simon de ne pas rejoindre les armées malgré ses demandes. Il est alors affecté au ministère des finances. Refusant l'armistice du 22 juin 1940, il entreprend immédiatement d'entrer en résistance. Rassemblant autour de lui des camarades partageant ses opinions contre le régime de Vichy, il mène une campagne de propagande. Contacté par le comité de la zone sud du mouvement de résistance Front national, il est chargé de mettre en place la section des Bouches-du-Rhône de ce mouvement. Spécialiste en géodésie et en topographie du fait de son emploi au cadastre, Henri Simon fournit aux FTP de nombreux plans et schémas. Il organise également des groupes armés et des équipes de sabotage et met en place des itinéraires et des centres de repli.
Conseiller militaire pour les FTP au début de 1943, en plus de son poste au front national, il devient en juillet suivant chef régional des franc-tireurs et partisans. À la suite de la fusion des FTP et de l'Armée secrète donnant naissance aux Forces françaises de l'intérieur (FFI), Henri Simon est nommé chef régional adjoint FFI puis, après les arrestations de Robert Rossi et Jacques Renard en juillet 1944, il devient chef régional des FFI de la région R2. Dès lors, il prépare la libération de la région et, après le débarquement de Provence, établi la liaison avec les troupes alliées. À la fin du mois d'août 1944, il mène les troupes FFI lors de la libération de Marseille. Il œuvre ensuite à l'intégration des FFI dans l'armée régulière et veille au maintien de l'ordre à Marseille. Devenu conseiller municipal de la ville, il est promu colonel en septembre 1945, juste avant de quitter l'armée.

### Après-Guerre
Après le conflit, il reprend son poste de chef départemental du service cadastral qu'il exerce jusqu'en 1963, année de sa retraite. Henri Simon meurt le 9 juin 1987 à Marseille et est inhumé à Saint-Tropez.

## Décorations
|  |  |  |  |  |  |
|  |  |  |  |  |  |
|  |  |  |  |  |  |
|  |  |  |  |  |  |
|  |  |  |  |  |  |
|  |  |  |  |  |  |

| Commandeur de la Légion d'honneur                       | Commandeur de la Légion d'honneur                       | Commandeur de la Légion d'honneur                       | Compagnon de la Libération Par décret du 17 novembre 1945 | Compagnon de la Libération Par décret du 17 novembre 1945 | Compagnon de la Libération Par décret du 17 novembre 1945 | Croix de guerre 1914-1918 Avec une palme et une étoile d'argent      | Croix de guerre 1914-1918 Avec une palme et une étoile d'argent      | Croix de guerre 1914-1918 Avec une palme et une étoile d'argent      |                                                    |                                                    |                                                    |
| Croix de guerre 1939-1945 Avec une palme                | Croix de guerre 1939-1945 Avec une palme                | Croix de guerre 1939-1945 Avec une palme                | Médaille des blessés de guerre                            | Médaille des blessés de guerre                            | Médaille des blessés de guerre                            | Chevalier de l'Ordre du Mérite militaire                             | Chevalier de l'Ordre du Mérite militaire                             | Chevalier de l'Ordre du Mérite militaire                             |                                                    |                                                    |                                                    |
| Officier de l'Ordre du Mérite agricole                  | Officier de l'Ordre du Mérite agricole                  | Officier de l'Ordre du Mérite agricole                  | Croix du combattant volontaire 1914-1918                  | Croix du combattant volontaire 1914-1918                  | Croix du combattant volontaire 1914-1918                  | Croix du combattant volontaire Avec agrafe "Guerre 1939-1945"        | Croix du combattant volontaire Avec agrafe "Guerre 1939-1945"        | Croix du combattant volontaire Avec agrafe "Guerre 1939-1945"        |                                                    |                                                    |                                                    |
| Croix du combattant volontaire de la Résistance         | Croix du combattant volontaire de la Résistance         | Croix du combattant volontaire de la Résistance         | Médaille interalliée 1914-1918                            | Médaille interalliée 1914-1918                            | Médaille interalliée 1914-1918                            | Médaille commémorative des services volontaires dans la France libre | Médaille commémorative des services volontaires dans la France libre | Médaille commémorative des services volontaires dans la France libre |                                                    |                                                    |                                                    |
| Médaille commémorative française de la guerre 1939-1945 | Médaille commémorative française de la guerre 1939-1945 | Médaille commémorative française de la guerre 1939-1945 | Medal of Freedom (États-Unis)                             | Medal of Freedom (États-Unis)                             | Medal of Freedom (États-Unis)                             | Croix du Mérite avec glaives (Pologne)                               | Croix du Mérite avec glaives (Pologne)                               | Croix du Mérite avec glaives (Pologne)                               |                                                    |                                                    |                                                    |
| Médaille de la Résistance polonaise en France (Pologne) | Médaille de la Résistance polonaise en France (Pologne) | Médaille de la Résistance polonaise en France (Pologne) | Médaille de la Résistance polonaise en France (Pologne)   | Médaille de la Résistance polonaise en France (Pologne)   | Médaille de la Résistance polonaise en France (Pologne)   | Commandeur de l'Ordre du Nichan Iftikhar (Tunisie)                   | Commandeur de l'Ordre du Nichan Iftikhar (Tunisie)                   | Commandeur de l'Ordre du Nichan Iftikhar (Tunisie)                   | Commandeur de l'Ordre du Nichan Iftikhar (Tunisie) | Commandeur de l'Ordre du Nichan Iftikhar (Tunisie) | Commandeur de l'Ordre du Nichan Iftikhar (Tunisie) |

## Hommages
- À Marseille et à Plouézec, des rues ont été baptisées en son honneur[8],[9].